# Liste der denkmalgeschützten Objekte in Dražovice u Sušice
Grundlage dieser Liste der denkmalgeschützten Objekte in Dražovice u Sušice ist die ÚSKP-Liste (Ústřední seznam kulturních památek České republiky, deutsch Zentrale Liste der Kulturdenkmäler der Tschechischen Republik), die von der tschechischen Denkmalschutzbehörde NPÚ (Národní památkový ústav, deutsch Nationale Denkmalbehörde) seit 1987 geführt wird und an die seit dem Jahr 1850 geschaffenen Listen anschließt.

## Denkmalgeschützte Objekte nach Ortsteilen

### Dražovice
| Lage                            | Objekt              | Beschreibung | ÚSKP-Nr.                  | Bild           |
| ------------------------------- | ------------------- | --- | ------------------------- | -------------- |
| Dražovice, Dorfplatz (Standort) | St.-Wenzels-Kapelle | Aus der zweiten Hälfte des 18. Jahrhunderts mit untypischer Dachform und edlem Grundriss. Das Gebäude ist für seine architektonische Gestaltung von Bedeutung. | 26796/4-2874 Info Katalog | weitere Bilder |